# EuroJam
EuroJam je mezinárodní setkání, které se konají pod názvem Eurojam. Organizátory jsou alternativní skautské organice - Confédération Européenne de Scoutisme (CES) a Union Internationale des Guides et Scouts d'Europe (UIGSE). Nejedná se o totožné akce, které pořádá evropský skautský region v nepravidelných intervalech.

## Seznam EuroJamů
| Rok  | Organizace | Stát            | Místo                                           | Téma                                                 | Počet účastníků | Poznámka                                                                                                |
| ---- | ---------- | --------------- | ----------------------------------------------- | ---------------------------------------------------- | --------------- | --- |
| 1981 | CES        | Velká Británie  | Bramhope                                        | -                                                    | 700             | |
| 1984 | UIGSE      | Francie         | Velles                                          |                                                      | 5 000           | |
| 1985 | CES        | Západní Německo | Hosenbachtal (blízko Niederhosenbach)           | Pierre de Lumière (Kámen světla)                     | > 600           | |
| 1989 | CES        | Nizozemsko      | Heeze                                           | Životní prostředí a znečištění                       | ~ 1 000         | |
| 1993 | CES        | Belgie          | Olloy-sur-Viroin                                | Příběhy a legendy                                    | 1 372           | |
| 1994 | UIGSE      | Itálie          | Viterbo                                         |                                                      | 7 500           | papež Jan Pavel II uvítal 7 500 skautů v bazilice svatého Petra v Římě                                  |
| 1997 | CES        | Itálie          | Bassano Romano                                  | Pomozme Evropě se rozvinout                          | 1 645           | |
| 2002 | CES        | Velká Británie  | Thoresby Hall                                   | Robin Hood a jeho veselí muži                        | 417             | plánováno na rok 2001 ale přesunuto na rok 2002 kvůli krizi slintavky a kulhavky ve Spojeném království |
| 2003 | UIGSE      | Polsko          | Żelazko                                         |                                                      | 8 000           | EuroJam navštívilo 11. srpna 2003 v Polské Żelazko 8 000 mladých lidí z patnácti evropských zemí        |
| 2006 | CES        | Německo         | Hauenstein                                      | Vier Elemente (Čtyři živly)                          | 401             | původně plánováno na rok 2005 do Španělska                                                              |
| 2010 | CES        | Belgie          | Villers-sur-Lessev Belgii                       | Belgičtí komici                                      | 382             | |
| 2013 | CES        | Nizozemsko      | Gilwell Ada's Hoeve v Ommen                     | Ta příšera, ta prokletá příšera! (svatý Jiří a drak) | 550             | |
| 2014 | UIGSE      | Francie         | Saint-Evroult-Notre-Dame-du-Bois                |                                                      | 12 500          | |
| 2017 | CES        | Španělsko       | Campamento Juvenil „Raso de la Nava“ v Covaleda |                                                      |                 | |